# Радомисль (Великопольське воєводство)
Радомисль (пол. Radomyśl) — село в Польщі, у гміні Вієво Лещинського повіту Великопольського воєводства.
Населення — 174 особи (2011).
У 1975-1998 роках село належало до Лешненського воєводства.

## Демографія
Демографічна структура станом на 31 березня 2011 року:
|          | Загалом | Допрацездатний вік | Працездатний вік | Постпрацездатний вік |
| -------- | ------- | ------------------ | ---------------- | -------------------- |
| Чоловіки | 86      | 19                 | 61               | 6                    |
| Жінки    | 88      | 19                 | 54               | 15                   |
| Разом    | 174     | 38                 | 115              | 21                   |